# Spessart (Brohltal)
Spessart est une municipalité allemande située dans le land de Rhénanie-Palatinat et l'arrondissement d'Ahrweiler.
Le Brohlbach prend sa source dans le quartier de Hannebach . De là, il traverse le Brohltal et se jette dans le Rhin à Brohl-Lützing . Le minéral rare Hannebachite se trouve dans l'ancienne carrière « Hannebacher Ley » .
La commune comprend les villages et hameaux de Spessart, Hannebach, Wallscheid et Heulingshof.